# E-3 Sentry
Boeing E-3 Sentry er et amerikanskbygget fly, der fungerer som flyvende kommandocentral med AWACS.
Flyet, der er en videreudvikling af den civile Boeing 707-320, er let genkendeligt med den meget store radar-"tallerken" på ryggen. Med denne radar kan flyveren se 360 grader rundt i horisonten og se mere end 400 kilometer ud til alle sider. Flyet kan på samme tid opdage og følge mål i såvel luften som på havet.
NATO råder også over et antal af disse fly, som flyves af blandede besætninger fra hele NATO. Radarteknikere m.m. fra Flyvevåbnet indgår også i disse besætninger.
Royal Air Force råder også over et antal E-3 Sentry, som med jævne mellemrum overflyver og besøger Danmark.
E-3 Sentry har spillet en vital rolle i Golfkrigen, kampene på Balkan samt en række andre væbnede konflikter, hvor der har været behov for at få luftherredømmet eller blot et totalt overblik over luftrummet i et givet område.

## Brugere
- United States Air Force
  - 34 E-3A/B/C (reelt kun 33 efter et styrt i 1995)
- Royal Air Force
  - 7 stk E-3D
- Armée de l'air
  - 4 stk E-3F
- NATO
  - 18 stk E-3A (faktisk kun 17 efter et styrt i 1996)
- Saudi-Arabiens luftvåben
  - 5 stk E-3A